# Estadio Valeriano Villaverde
El Estadio Valeriano Villaverde (también llamado Estadio Don Valeriano Villaverde o simplemente Estadio del Club Olimpia de Villarrica) es un estadio de fútbol de Paraguay situado en Villarrica, departamento de Guairá. Posee una capacidad para 4000 espectadores y es propiedad del Club Olimpia VCA, quien participa actualmente en la tercera división de Paraguay.
El predio se encuentra en el Barrio Lomas Valentinas, en el centro mismo de la ciudad de Villarrica, a 1 km de la antigua estación de tren y a 1,5 km de la ruta PY08.
En ocasiones el recinto es utilizado por otros equipos de la zona y también para algunos eventos sociales de la comunidad.

## Origen del nombre
El estadio recibe su nombre actual en homenaje a Don Valeriano Villaverde (¿? -2020) gran impulsor de las actividades deportivas en la ciudad de Villarrica y uno de los primeros dirigentes y socios del Club Olimpia VCA durante sus primeros años.